# Opal Cone
Der Opal Cone ist ein Schlackenkegel an der Südostflanke des Mount Garibaldi in den Coast Mountains in der kanadischen Provinz British Columbia. Er ist die Quelle eines 15 km langen ausgebreiteten Dazit-Lavaflusses mit ausgeprägt runzligen Graten. Für einen silikatischen Lavafluss ist dieser ausgesprochen lang.
Der Opal Cone ist Teil des Canadian Cascade Arc, liegt aber in den Garibaldi Ranges der Coast Mountains, also eigentlich nicht in der Kaskadenkette.

## External links
- Opal Cone in der Canadian Mountain Encyclopedia (englisch; Login erforderlich)
- Hiking Opal Cone – Online-Guide für die Tour zum Gipfel (englisch)